# Estación de Aathal
La estación de Aathal es una estación ferroviaria de la comuna suiza de Seegräben, en el Cantón de Zúrich.

## Historia y Situación
La estación se encuentra ubicada en la zona suroeste del núcleo urbano de Aathal-Seegräben, una localidad situada en el sur de la comuna de Seegräben. Fue inaugurada en 1857 con la apertura del tramo Uster - Rapperswil, que completaba la línea Wallisellen - Rapperswil. Cuenta con dos andenes laterales, por los que pasan dos vías. Actualmente cuenta con un varias marquesinas que sustituyen al edificio original.
En términos ferroviarios, la estación se sitúa en la línea Wallisellen - Uster - Wetzikon - Rapperswil, más conocida como Glatthalbahn. Sus dependencias ferroviarias colaterales son la estación de Uster, hacia Wallisellen y la estación de Wetzikon en dirección Rapperswil.

## Servicios ferroviarios
Los servicios ferroviarios de esta estación están prestados por SBB-CFF-FFS:

### S-Bahn Zúrich
La estación está integrada dentro de la red de trenes de cercanías S-Bahn Zúrich, y en la que efectúan parada los trenes de varias líneas pertenecientes a S-Bahn Zúrich:
- S 14 Affoltern am Albis – Altstetten – Zúrich HB – Oerlikon – Wallisellen – Hinwil
- S N5 Bülach – Zúrich HB – Uster - Rapperswil – Pfäffikon SZ